# فريدي ديفيز
فريدي ديفيز (بالإنجليزية: Freddie Davies)‏ هو ممثل بريطاني، ولد في 21 يوليو 1937 في المملكة المتحدة.

## وصلات خارجية
- فريدي ديفيز على موقع IMDb (الإنجليزية)
- فريدي ديفيز على موقع ألو سيني (الفرنسية)
- فريدي ديفيز على موقع أول موفي (الإنجليزية)
- فريدي ديفيز على موقع ديسكوغز (الإنجليزية)
- فريدي ديفيز على موقع قاعدة بيانات الفيلم (الإنجليزية)
- فريدي ديفيز على موقع كينوبويسك (الروسية)